# William Stephenson
William Stephenson (Hull, 19 aprile 1889 – Hull, 19 agosto 1953) è stato un esploratore e fuochista britannico.
Ha partecipato alla spedizione Endurance diretta in Antartide sotto il comando di Ernest Shackleton.
Ingaggiato da Shackleton come fuochista, è stato uno dei pochi membri della missione a non essere stato insignito della medaglia polare.